# Črneča vas
Črneča vas este o localitate din comuna Kostanjevica na Krki, Slovenia, cu o populație de 141 de locuitori.